# Nacionalismo escocês

Bandeira da Escócia

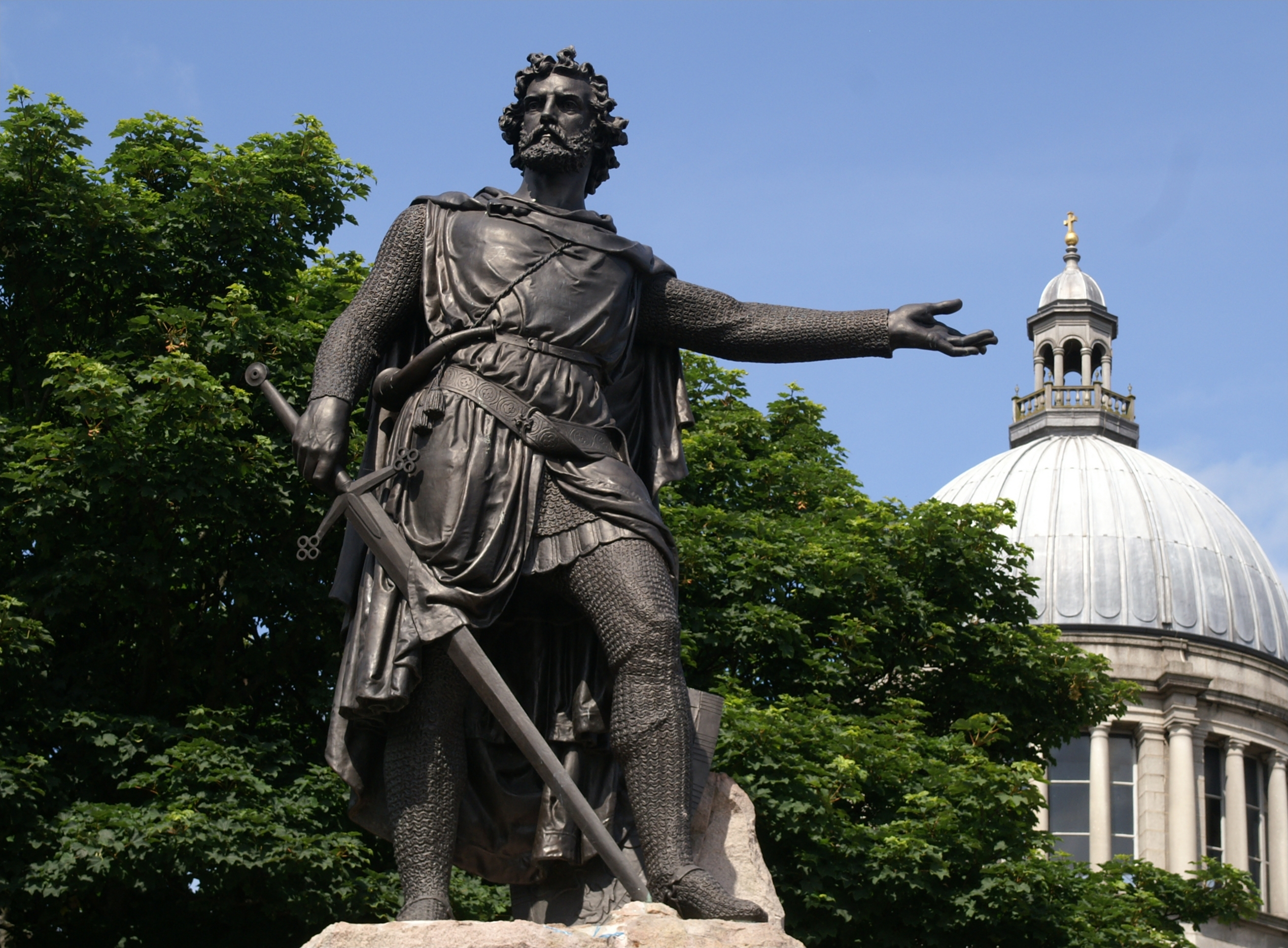
Estátua de William Wallace em Aberdeen. Wallace foi um dos principais líderes escoceses durante as Guerras de Independência Escocesas.

O nacionalismo escocês promove a ideia que o povo escocês forma uma nação coesiva e identidade nacional e está proximamente ligada para a causa do governo nativo escocês e independência escocesa, a ideologia do Partido Nacional Escocês, o partido formando o governo escocês. É frequentemente descrito como uma forma de nacionalismo cívico mais que nacionalismo étnico.
O Tratado de União fundiu os reinos independentes da Escócia e Inglaterra na Grã-Bretanha em 1707, mas um sistema legal e distintas instituições escocesas continuaram existindo.
Independência linguística foi uma parte importante da Renascimento escocês do século vinte, associado com o impeto nacional fornecido por Hugh MacDiarmid.